# Magadan
Magadan (ru. Магадан) este un oraș portuar din Regiunea Magadan, Federația Rusă și are o populație de 95.925 locuitori (2010).

## Geografie

### Climat
| Date climatice pentru Magadan | Date climatice pentru Magadan | Date climatice pentru Magadan | Date climatice pentru Magadan | Date climatice pentru Magadan | Date climatice pentru Magadan | Date climatice pentru Magadan | Date climatice pentru Magadan | Date climatice pentru Magadan | Date climatice pentru Magadan | Date climatice pentru Magadan | Date climatice pentru Magadan | Date climatice pentru Magadan | Date climatice pentru Magadan |
| Luna                          | Ian                           | Feb                           | Mar                           | Apr                           | Mai                           | Iun                           | Iul                           | Aug                           | Sep                           | Oct                           | Nov                           | Dec                           | Anual                         |
| ----------------------------- | ----------------------------- | ----------------------------- | ----------------------------- | ----------------------------- | ----------------------------- | ----------------------------- | ----------------------------- | ----------------------------- | ----------------------------- | ----------------------------- | ----------------------------- | ----------------------------- | ----------------------------- |
| Maxima medie °C (°F)          | −13.8 (7,2)                   | −12.7 (9,1)                   | −7.9 (17,8)                   | −1.5 (29,3)                   | 5.0 (41)                      | 11.3 (52,3)                   | 14.8 (58,6)                   | 15.0 (59)                     | 10.3 (50,5)                   | 1.7 (35,1)                    | −7.2 (19)                     | −12.4 (9,7)                   | 0,2 (32,4)                    |
| Media zilnică °C (°F)         | −16 (3,2)                     | −15.4 (4,3)                   | −11.2 (11,8)                  | −4.5 (23,9)                   | 2.3 (36,1)                    | 8.3 (46,9)                    | 12.3 (54,1)                   | 12.4 (54,3)                   | 7.6 (45,7)                    | −0.8 (30,6)                   | −9.5 (14,9)                   | −14.6 (5,7)                   | −2,4 (27,7)                   |
| Minima medie °C (°F)          | −18.2 (−0.8)                  | −18 (−0.4)                    | −14.4 (6,1)                   | −7.4 (18,7)                   | −0.5 (31,1)                   | 5.3 (41,5)                    | 9.7 (49,5)                    | 9.8 (49,6)                    | 5.0 (41)                      | −3.2 (26,2)                   | −11.9 (10,6)                  | −16.7 (1,9)                   | −5 (23)                       |
| Minima istorică °C (°F)       | −30.5 (−22.9)                 | −32.5 (−26.5)                 | −28.7 (−19.7)                 | −21.7 (−7.1)                  | −10.2 (13,6)                  | −3 (26,6)                     | 4.0 (39,2)                    | 1.2 (34,2)                    | −5.1 (22,8)                   | −19.4 (−2.9)                  | −26.9 (−16.4)                 | −30.2 (−22.4)                 | −32,5 (−26,5)                 |
| Precipitații mm (inches)      | 15.7 (0.618)                  | 13.0 (0.512)                  | 16.8 (0.661)                  | 32.1 (1.264)                  | 36.6 (1.441)                  | 46.5 (1.831)                  | 73.1 (2.878)                  | 97.8 (3.85)                   | 84.5 (3.327)                  | 75.5 (2.972)                  | 58.1 (2.287)                  | 25.1 (0.988)                  | 574,8 (22,63)                 |
| Sursă: Магадан погода         |                               |                               |                               |                               |                               |                               |                               |                               |                               |                               |                               |                               |                               |

## Personalități născute aici
- Tina Karol (n. 1985), cântăreață din Ucraina.